# Марина Абрамовић, хероина нарцистичке културе
Марина Абрамовић, хероина нарцистичке културе је књига интервјуа коју је приредила Наташа Марковић, објављена 2011. године у издању Плавог јахача из Београда.

## О аутору
Наташа Марковић (1946) живи и ради у Београду. Дипломирала је журналистику на Београдском универзитету. Радила је као професионални новинар у више београдских редакција, издавач књига, посленик у култури Београда. После Слободана Машића, била је први приватни издавач у Југославији, и прва жена издавач у Србији. Објавила је књиге: Биоенергија моћ исцељивања (1987), Јованка Броз - Живот на двору (1990), Марина Абрамовић - хероина нарцистичке културе (2011, 2013), Острво девица - књига за нове кћери (2013) и Јелисавета Нешић - жена која ме узнемирава (2014).

## О књизи
Марина Абрамовић, хероина нарцистичке културе је збирка текстова и интервјуа о једној од највећих звезда модерне уметности, водећој уметници перформанса Марини Абрамовић. Књига представља сабране новинске текстови и интервјуи који су објављени у „Политици", листовима „Данас", „Време", „Нин", „Новости", часопису „Момент" и другима.
У књизи Марина Абрамовић, хероина нарцистичке културе, Наташа Марковић цитира уметницу перформанса која каже, између осталог:
| „ | У уметности се мора ићи до краја... Ја сам војник у служби уметности...Сваки уметник користи своја средства да се изрази, моје оружје је моје тело...Тело је оруђе у служби уметности, а перформансима учите да га контролишете, истражујете његове могућности и границе, зарад емоционалне и спиритуалне трансформације...Тело је увек веза са космичким светом, пружа Вам тај чудесан додир људског и божанског...Уметност мора да је комплексна и узнемирујућа. Она мора бити кисеоник друштва. Мора да је у дослуху са оним што ће тек доћи... | ” |